# 단풍박쥐나무
단풍박쥐나무(Alangium platanifolium)는 전라남도 백양산, 경상남도 거제도의 숲 속에 나는 낙엽관목이다. 잎은 어긋나며, 난형, 긴 타원형, 길이 6-12cm이다. 갈래는 난형, 긴 타원형, 밑이 심장형, 뒷면은 백록색, 잔털이 난다. 꽃은 노란색, 연한 노란색, 잎겨드랑이에 2-3송이씩 취산꽃차례로 달리고, 밑으로 처진다. 꽃받침통은 도란형, 꽃잎은 5장이며 열매는 핵과로 타원상 원형이고 붉은빛이 도는 검은색이다.